# Otopharynx argyrosoma
Otopharynx argyrosoma es una especie de peces de la familia Cichlidae en el orden de los Perciformes.

## Morfología
Los machos pueden llegar alcanzar los 15,2 cm de longitud total.

## Distribución geográfica
Es un endemismo del lago Malawi (África Oriental ).